# Hipoteza tęczówki

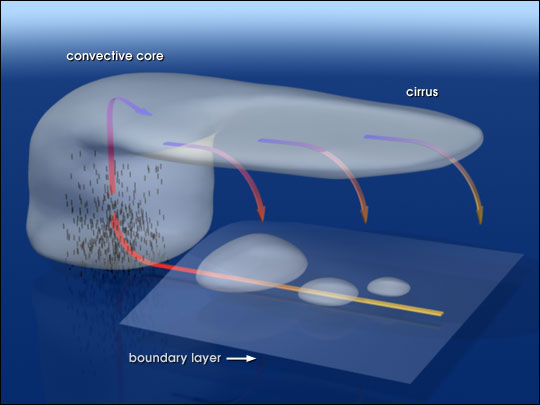
Rys. 1. Konwekcja w atmosferze tropikalnej powoduje wymianę ciepła i pary wodnej pomiędzy oceanem i atmosferą

Efekt tęczówki w meteorologii – kontrowersyjny mechanizm klimatycznego sprzężenia zwrotnego wiążącego parę wodną, temperaturę oceanu i pokrywę wysokich chmur w tropikach. Według tej hipotezy klimatycznej zwiększona temperatura oceanu związana z globalnym ociepleniem prowadzi do zmniejszenia pokrywy chmur w atmosferze tropikalnej. W związku z tym powierzchnia Ziemi może wyemitować więcej energii cieplnej – co prowadzi do oziębienia. Wobec tego zwiększona ilość pary wodnej, w tej hipotezie, prowadzi do stabilizacji klimatu. Nazwa tęczówka jest analogią do fizjologii oka, którego tęczówka może się zwężać lub rozszerzać regulując ilość dochodzącego światła.
Konwekcja w atmosferze tropikalnej (patrz Rys. 1) powoduje wymianę ciepła i pary wodnej pomiędzy oceanem i atmosferą. Ciepłe i wilgotne powietrze wznosi się do góry w obszarze prądów wstępujących i tworzy charakterystyczne "kowadło" – rozległy obszar górnych chmur powstających na wysokości około 15 km nad powierzchnią ziemi. Chmury tworzące kowadło są horyzontalnie rozwiewane przez silne wiatry w górnej troposferze. W rejonach prądów wstępujących następuje kondensacja i opady deszczu. W zależności od efektywności powstawania deszczu powietrze w kowadle jest bardziej lub mniej wilgotne, co powoduje zmianę nawilżenia górnych warstw atmosfery i zmianę prawdopodobieństwa wystąpienia górnych chmur. Hipoteza tęczówki zakłada, że efektywność powstawania deszczu zależy od temperatury powierzchni oceanu.

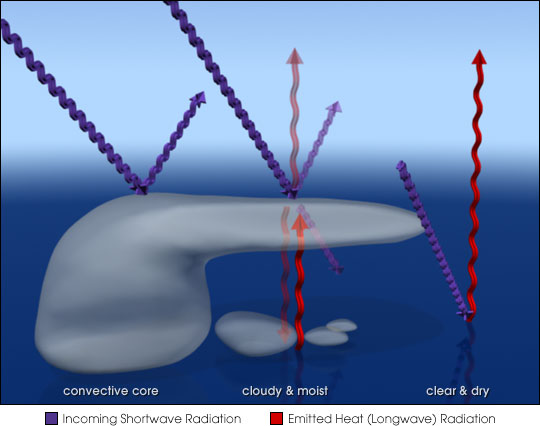
Rys. 2. Chmury i ziemia mają różny wpływ na bilans energii w atmosferze

W obszarach głębokiej konwekcji (po lewej na Rys. 2) prawie całe promieniowanie słoneczne jest odbijane do przestrzeni kosmicznej, wierzchołki chmur wypromieniowują bardzo mało energii cieplnej. Chmury cirrus w kowadle odbijają część promieniowania słonecznego do przestrzeni kosmicznej, a część przenika do ziemi. Podobnie jest z promieniowaniem długofalowym, część promieniowania dochodzącego od ziemi jest przepuszczana przez kowadło. Natomiast obszar bez chmur i bez pary wodnej jest przeciwieństwem obszarów głębokiej konwekcji – większość promieniowania słoneczego dochodzi do ziemi i jest emitowana w paśmie podczerwonym. Tak więc efekt źrenicy zależy także od podziału pomiędzy obszarem głębokiej konwekcji, obszarem kowadła i obszarem bez chmur.
Hipoteza ta jest jednym z argumentów używanych przeciw dodatniemu sprzężeniu zwrotnemu temperatury oceanu i pary wodnej – tzw. niekontrolowanemu efektowi cieplarnianemu (ang. runaway global warming).
Efekt tęczówki został zaproponowany w 2001 roku przez Richarda Lindzena i współautorów. Wiele lat przed Lindzenem podobne argumenty były sformułowane przez Williama Graya, który wskazywał, że osiadanie powietrza w rozległych obszarach pomiędzy prądami wstępującymi głębokiej konwekcji powoduje wysuszanie atmosfery.